# Цицишвили, Мариам Георгиевна
Мариа́м (Мари́я) Гео́ргиевна Цицишви́ли (груз. მარიამი; 9 апреля 1768, Тбилиси, Картли-Кахетинское царство — 30 марта 1850, Москва, Российская империя) — вторая супруга царя Георгия XII, царица Картли-Кахетии (1798—1800).

## Биография

### Семья
Мариам Цицишвили родилась в Тбилиси в семье князя Георгия Цицишвили, представителя одного из известнейших грузинских дворянских родов.
13 июля 1783 года Мариам вышла замуж за Георгия, наследника картли-кахетинского престола, недавно потерявшего первую жену, княгиню Кетеван Андроникашвили. После смерти в 1798 году своего отца, царя Ираклия II, он взошёл на престол под именем Георгия XII, и Мариам стала царицей Грузии. 27 апреля 1799 года Ея Высочеству Царице Карталинской и Кахетинской Марии Георгиевне был пожалован российский орден Святой Екатерины большого креста.
В их браке родилось восемь сыновей и три дочери:
- Михеил (1783—1862)
- Джибраил (1788—1812)
- Тамара (1788—1850)
- Анна (1789—1796)
- Элизбар (1790—1854)
- Иосиф (ум. после 1798)
- Спиридон (ум. после 1798)
- Окропир (1795—1857)
- Симеон (1796 — ум. в детстве)
- Ираклий (1799—1859)
- Анна (1800—1850)

### Низложение и ссылка
18 декабря 1800 года умер царь Георгий XII. После его кончины монархом провозгласил себя Давид XII, старший сын Георгия от первого брака. Как царица Дареджан (вдова Ираклия II), так и её сыновья отказались признавать власть Давида. 18 января 1801 года российский император Павел I, несмотря на имевшее место ранее обещание поддержать Давида в случае его вступления на царство, издал указ об упразднении картли-кахетинской монархии и присоединении Грузии к Российской империи. В сентябре того же года, уже после гибели Павла I, бывший царь был арестован и выслан в Россию. Судьбу Давида разделили и многие другие представители правящей династии: чтобы предотвратить народные волнения, Петербург приказал командующему российскими войсками в Грузии генералу И. П. Лазареву вывезти всех представителей династии Багратиони за пределы Грузии.
Чтобы избежать плена, Мариам решилась на побег. Она планировала бежать на территорию Хевсурети, где местные жители с неприятием относились к русским. Узнав о том, что царица хочет скрыться, генерал П. Д. Цицианов, по иронии судьбы являющийся её дальним родственником, приказал генералу И. П. Лазареву немедленно взять Мариам под стражу и вывезти в Петербург для дальнейшего проживания.

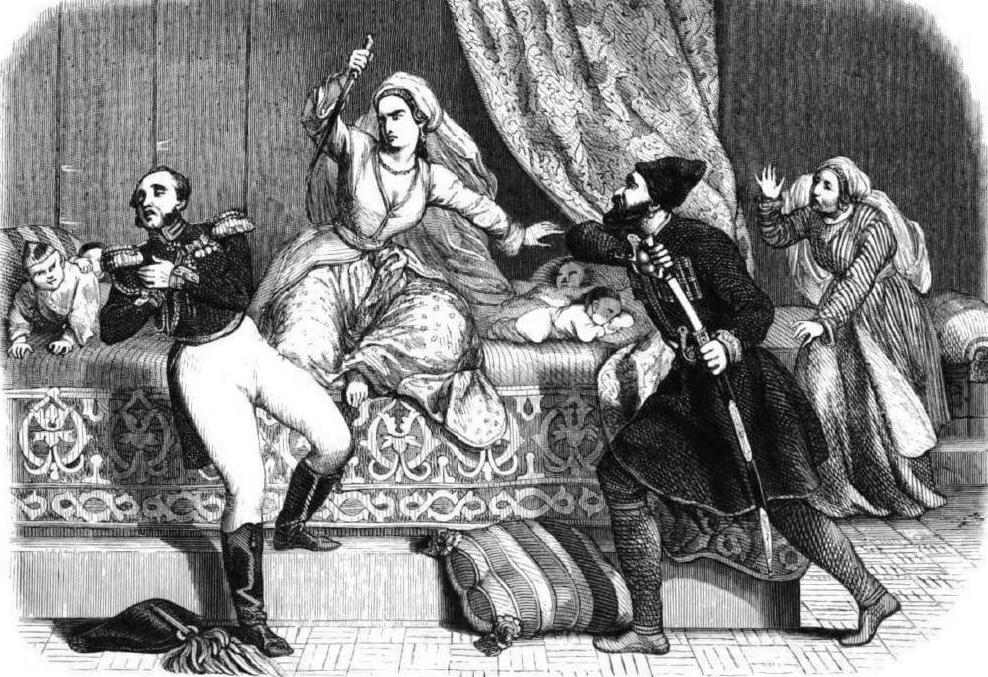

На следующее утро после отдачи приказа, 12 апреля 1803 года, русские солдаты во главе с Лазаревым окружили Тбилисский дворец, где жила Мариам. Войдя в царские покои, где сидела бывшая царица в окружении спящих детей, генерал объявил о том, что ей предстоит отправиться в Санкт-Петербург, и потребовал немедленно разбудить детей и вывести их во двор.
— Дети спят, я не хочу их будить, малыши испугаются. Кто приказал нам покинуть Грузию?

— Это приказ главнокомандующего князя Цицианова.

— Он недостоин носить это имя, если так относится к своей родне! — вспыхнула царица.
Лазарев торопил с отъездом. Однако Мария отказалась будить спящих детей. Лазарев шагнул к тахте, на которой она сидела, и протянул ей руку, видимо, желая помочь ей подняться, но царица мгновенно вскочила, схватила висевший на стене кинжал и нанесла Лазареву колотый удар, после чего бросила окровавленное оружие ему на лицо со словами: «Такую смерть заслуживает тот, кто к моему несчастью добавляет ещё и неуважительное ко мне отношение». Генерал скончался мгновенно. Услышав шум, адъютант Лазарева Котляревский подбежал к Мариам и, выхватив саблю, несколькими ударами ранил её в голову, в результате чего та упала.
В конечном итоге царица была арестована и вместе с детьми в принудительном порядке подготовлена к выезду в Россию.

### Высылка в Россию
Узнав о произошедшем в Тбилисском дворце, Александр I обошёлся с царицей не слишком жестоко. 2 июня 1803 года курский губернатор А. М. Верёвкин получил высочайшее повеление от императора Всероссийского и министра иностранных дел В. П. Кочубея. Согласно ему, наказанием, определённым «грузинской царице Марии, при отправлении её из Грузии учинившей убийство из мщения и злобы…, и дочери её царевне Тамаре, на равное злодеяние покусившейся», должно было стать «пребывание в Белгородском Рождественском монастыре» (Тамара Багратиони также подвергалась наказанию — за попытку убийства тифлисского полицеймейстера, чудом избежавшего смерти).
В мае 1803 года кортеж царской семьи под конвоем покинул Тбилиси. Во время следования кортежа через Дарьяльское ущелье местные жители попытались отбить царицу и её детей, но попытка эта не увенчалась успехом.

## Содержание в монастыре

### Первые годы
По прибытии в Белгород, в Рождественский женский монастырь, царица была размещена в келии настоятельницы Агафоклии. Детей, слуг, и приближённых царицы разместили в ближайших келиях, параллельно начав возводить пристройку к монастырю для более комфортного их устройства.
Несмотря на то, что Мариам и представители её окружения содержались в практически тюремных условиях, Александр I считал это наказание максимально гуманным и писал архиепископу Курскому и Белгородскому Феоктисту:

Не подвергая царицу Марию и дочь её всей строгости монастырской жизни, не дозволите им в образе жизни ничего соблазнительного,.. преподавая им нужные духовные наставления и внушая им, что участь… есть самая снисходительнейшая, какую, по мере преступления их, назначить им было можно...
За всеми пленниками было установлено «осторожное надзирание», главным образом, направленное на то, чтобы предупредить наличие оружия у кого-либо из них. По этой причине в первые годы содержания в монастыре узникам запрещалось покидать территорию монастыря для прогулок по городу.
Архиепископ Феоктист, симпатизировавший царице, всячески способствовал снисходительному отношению к заключённым. Когда власти Курской губернии предложили выселить свиту и прислугу царицы за пределы монастыря (пребывание мужчин в обители противоречило устоям), Феоктист обратился к губернатору Протасову с просьбой не делать этого, сообщив, что «всё проходит спокойно и благочинно» и «не надобно теперь беспокоить царицу». Однако через некоторое время мужскую часть свиты (кроме доктора, духовника и одного служителя) всё же выселили на городские квартиры.
На втором году заключения Мариам обратилась к императору с просьбой оказать её детям монаршее благоволение наравне с другими грузинскими царевичами. Александр I отнёсся к её просьбе благосклонно, сказав, что «сыновья её, для надлежащего воспитания, могли бы быть помещены в Петербурге в каком-нибудь кадетском корпусе или в Москве при университете… Мало-помалу забыли бы навыки своей земли и, переродясь, так сказать, из грузин в русских, со временем могли бы быть полезнее, нежели прочие грузинские царевичи и князья». В скором времени старшие сыновья царицы покинули Белгород.
Оставшимся в Белгороде членам семьи постоянно не хватало денег. Содержание, назначенное губернскими властями — 250 рублей в месяц — выплачивалось нерегулярно. Белгородский казначей присылал по 150—200, а чаще по 100 рублей. Ввиду этого Мариам была вынуждена содержать свиту, насчитывавшую около 30 человек, на собственные деньги, которые иногда присылались ей из Грузии. Однажды узница попросила губернатора Протасова выделить ей 2000 рублей на экипаж, чтобы её дети могли выезжать в свет, но в ответ Протасов сказал, что в предоставлении экипажа «большой нужды не видит». В одном из писем, датированным концом 1800-х годов, Мариам жаловалась, что уже в течение двух месяцев не получает денег, и ей «теперь даже нечем и пропитаться».

### Конец заключения
В последние два года заключения в монастыре, после многочисленных просьб со стороны царицы, ей было позволено выезжать в окрестности Белгорода для прогулок. Прогулки эти проходили под неусыпным контролем. Городничий, которому Мариам обязывалась докладывать о своём маршруте, расставлял конвой на пути её следования. В течение каждой прогулки конвойные наблюдали за женщиной, а, когда она возвращалась в свои покои, докладывали об этом городничему.
В 1811 году сын царицы Михеил, сделавший к тому времени успешную карьеру, обратился к Александру I с просьбой освободить мать в связи с ухудшением её здоровья, и получил согласие. Царице было дано разрешение на переселение в Москву. Проживая в Москве, она наносила визиты и оказывала материальную помощь грузинским студентам. Она умерла в 1850 году в возрасте почти 82 лет и была похоронена в усыпальнице грузинских царей в Соборе Светицховели в Мцхета.

## Внешность
В 1810 году через Белгород проезжал владимирский губернатор И. М. Долгоруков с женой, посетивший узников Рождественского монастыря. В своих путевых записках он оставил воспоминания о бывшей грузинской царице:

Покои её (Марии Георгиевны) не соответствуют её прежнему званию: низки, бедны и тесны, но в монастыре и то дворец. Она приняла жену мою и меня с благодарною гордостью, означающею, что она себя везде чувствует царицей. Ей лет 40: рост её не велик, осанка статная, лицо азиатское, красоты исполненное, говорит мало и через переводчика… Царица очень богомольна… Меньшие дети её, сын и дочь, ещё ребята; они очень милые, хорошо воспитываются. Царица для обучения их иностранным языкам держит француза…
Похожие воспоминания о внешнем облике Мариам оставили белгородцы, встречавшие её во время прогулок. Горожанам она запомнилась как «стройная, со строгими, выразительными чертами лица, с крючковатым носом», женщина.